# Luis Garavito
Luis Alfredo Garavito Cubillos (25. ledna 1957 – 12. října 2023) byl kolumbijský sériový vrah, usvědčený a obviněný ze 139 vražd k trestu odnětí svobody ve výši 40 let. Později mu byl trest snížen na 22 let. Odhaduje se, že by se počet jeho obětí mohl vyšplhat až na 300 a proto je nejen místními médii nazýván „nejhorším vrahem na světě“.

## Životopis

### Mládí
Luis Garavito se narodil 25. ledna 1957 jako nejstarší ze 7 bratrů a pravděpodobně byl vystavován fyzickému a psychickému násilí ze strany svého otce. U výslechu vypověděl, že byl obětí sexuálního násilí.

### Vraždy
Mezi jeho oběti patřily děti ve věku 6–16 let. Nejprve za příslibu peněz či dárků získal jejich důvěru a poté je vzal na procházku, kde je znásilnil a podřízl jim hrdlo. Na tělech obětí byly patrné známky mučení.

### Soud a vězení
Garavito byl obviněn ze 138 z celkově 172 obvinění z vraždy. Zbylé případy obvinění se stále vyšetřují. Garavito byl původně odsouzen ke 40 letům vězení, nejdelší možný trest, který lze dostat v Kolumbii. Později byl jeho trest zmírněn na 22 let poté, co napomáhal při vyšetřování.